# The Soul Syndicate
The Soul Syndicate est un groupe jamaïcain de reggae créé en 1968.
Le groupe est constitué de Earl "Chinna" Smith à la guitare, Carlton "Santa" Davis à la batterie, George "Fully" Fullwood à la basse, Tony Chin à la guitare rythmique, Bernard "Touter" Harvey aux claviers, ainsi que Keith Sterling (claviers), Leroy "Horsemouth" Wallace (batterie), Cleon Douglas (guitare), Earl Lindo (claviers), Tyrone Downie (claviers).
Ils ont notamment accompagné Dennis Brown, Gregory Isaacs et même Bob Marley sur les titres Sun Is Shining, Small Axe et Mr Brown. Fully Fullwood et Santa Davis ont assuré la section rythmique sur les albums Mama Africa (en alternance avec Sly & Robbie), Captured Live et No Nuclear War de Peter Tosh.
The Soul Syndicate est à l'origine des riddims Stalag 17 et Taxi.

## Vidéographie
- 2005 : Word Sound and Power (DVD)